# Zarah’s Paradise
Zarah’s Paradise (deutscher Titel: Zarah’s Paradise – Die Grüne Revolution im Iran und die Suche einer Mutter nach ihrem Sohn) ist ein vom iranisch-amerikanischen Menschenrechtsaktivisten, Journalisten, Dokumentarfilmer und Schriftsteller Amir und dem arabischen Künstler Khalil 2010 zunächst gratis im Internet veröffentlichter Webcomic, der 2011 in Deutschland und verschiedenen anderen Ländern als Buch erschienen ist.

## Über Amir und Khalil
Amir arbeitete in den USA, Kanada, Europa und Afghanistan. Seine Artikel und Essays haben in der Presse weltweit Verbreitung gefunden. Das künstlerische Schaffen von Khalil genießt hohes Ansehen. Er fertigt Skulpturen und Keramik und begann schon früh eigene Cartoons zu zeichnen. Zahra’s Paradise ist seine erste Graphic Novel. Die Namen der Autoren sind Pseudonyme; sie wollen anonym bleiben – aus naheliegenden politischen Gründen.

## Publikationsgeschichte
Der Webcomic wurde in Englisch, Persisch, Arabisch, Französisch, Spanisch, Italienisch, Niederländisch, Koreanisch, Hebräisch, Portugiesisch und Deutsch online veröffentlicht. Im September 2011 erschien die gedruckte Fassung des Webcomics in verschiedenen Ländern gleichzeitig, darunter in den USA und Deutschland.

## Handlung
2009 wurde der konservative Politiker Mahmud Ahmadinedschad nach 2005 erneut zum iranischen Präsidenten gewählt, was von zahlreichen Manipulationsvorwürfen begleitet war. Es kam zu massiven Protesten seitens der Bevölkerung, die trotz gewaltsamer Niederschlagung selbst friedlicher Demonstrationen, vor allem gegen Ende 2009, weiter zunahmen. Die konfrontative Außenpolitik und repressive Innenpolitik Ahmadinedschads führten den Iran seit 2005 zu einer fast vollständigen internationalen Isolation. Zahra’s Paradise spielt in der Zeit nach den Wahlen in Iran 2009 und erzählt die fiktive Geschichte der Suche nach Mehdi, einem der Teilnehmer an den Demonstrationen gegen das Wahlergebnis, der in iranischen Straflagern verschwand. Was die Erinnerung an Mehdi wachhält, sind die Beharrlichkeit und der Mut seines Bruders sowie seiner Mutter, die sich weigert, ihren Sohn dem Schicksal zu überlassen. Zahra’s Paradise basiert auf den Erlebnissen realer Menschen und wahrer Ereignisse.

## Kritik
Von der deutschsprachigen Presse wurde Zarah’s Paradise vielfach sehr positiv besprochen. Für die FAZ ist Zarah’s Paradise ein „Erklärstück von etwas schwer Begreiflichem: der iranischen Gesellschaft und ihres politischen Machtsystems.“ Spiegel Online konstatierte: „Historische Ereignisse, die zu Bildromanen verarbeitet werden, haben in den vergangenen Jahren Furore gemacht. Persepolis, in dem die Exil-Iranerin Marjane Satrapi von ihrer Kindheit während der iranischen Revolution berichtet, und Maus, in dem Art Spiegelman die Judenverfolgung im Dritten Reich thematisiert: Der Mix aus Geschichte und Comic ist ein Erfolgsrezept. Was Zarah’s Paradise besonders macht, ist die fehlende zeitliche Distanz zu den beschriebenen Ereignissen, denn die Geschichte Mehdis, die die Geschichte vieler Iraner ist, ist noch lange nicht vorbei. Sie geht weiter, während sie in Echtzeit in ein Comic umgesetzt wird.“

## Zarah’s Paradise in Deutschland
Amir und Khalil waren im September 2011 Gäste der Programmsparte Internationale Kinder- und Jugendliteratur des 11. Internationalen Literaturfestivals Berlin. Aus politischen Gründen konnten die beiden nicht nach Berlin reisen, sondern präsentierten ihren Webcomic via Skype auf der Großen Bühne im Haus der Berliner Festspiele vor rund 600 Schülerinnen und Schülern. Trotz der enormen Gefahr, erkannt zu werden, diskutierten Amir und Khalil im Rahmen der Veranstaltung von Angesicht zu Angesicht mit den Zuschauern über die politische Situation im Iran und wie ihr Webcomic auf diese Zustände aufmerksam macht. Die Veranstaltung war weltweit die erste, bei der Amir und Khalil ohne Anonymisierung mit einem öffentlichen Publikum sprachen. Der Buchmarkt beschrieb die Veranstaltung wie folgt: „Amir und Khalil, die heute in Kalifornien leben und unter Pseudonym schreiben, konnten nicht selbst nach Berlin reisen, da sie aus politischen Gründen anonym bleiben müssen. Ein bewegender Moment war dann die Lifeschaltung zu Amir und Khalil, die nachts um drei vor dem PC saßen, um die Fragen der deutschen Schüler zu beantworten. Ein Erlebnis für alle Beteiligten.“ Aufgrund der positiven Resonanz der Veranstaltung entschlossen sich Amir und Khalil im Herbst 2011, weitere Veranstaltungen unter Preisgabe ihrer Identität zu machen.